# Masters de París 1981
El Abierto de París 1981 (también conocido como 1981 BNP Paribas Masters por razones de patrocinio) fue un torneo de tenis jugado sobre pista dura. Fue la edición número 13 de este torneo. Se celebró entre el 26 de octubre y el 1 de noviembre de 1981. 

## Campeones

### Individuales masculinos
Mark Vines vence a  Pascal Portes 6–2, 6–4, 6–3.

### Dobles masculinos
Ilie Năstase /  Yannick Noah vencen a  Andrew Jarrett /  Jonathan Smith, 6–4, 6–4.
| Predecesor: París 1980 | Masters de París 1981 | Sucesor: París 1982 |